# Aeroportul Internațional Corumbá
Aeroportul Internațional Corumbá (IATA: CMG, ICAO: SBCR) este un aeroport din Corumbá, Mato Grosso do Sul, Brazilia ce deservește zona Corumbá. Aeroportul a fost tranzitat în 2022 de 37.210 pasageri. A fost deschis în 1937 și numit după zona deservită.
Situat la o altitudine de 141 m, aeroportul dispune de 1 pistă. Este operat de Infraero⁠(d).

## Infrastructură

### Piste
Aeroportul dispune de o singură pistă. Pista 9/27 are suprafața de asfalt și dimensiunile 1.660 m × 30 m. 